# Митрополија (Бузау)
Митрополија (рум. Mitropolia) насеље је у Румунији у округу Бузау у општини Брадеану. Oпштина се налази на надморској висини од 75 m.

## Становништво
Према подацима из 2002. године у насељу је живело 555 становника, од којих су сви румунске националности.